# Piuma, il piccolo orsetto polare
Piuma, il piccolo orsetto polare (in tedesco: Der kleine Eisbär) è un film d'animazione tedesco del 2001, diretto da Piet De Rycker e Thilo Rothkirch. Il film ha avuto un sequel nel 2005 intitolato Piuma il piccolo orsetto polare e l'isola misteriosa.

## Trama
Piuma, un simpatico orsetto, fa amicizia con la foca Robby. Insieme trascorrono giornate felici ma i due dovranno unirsi per fermare un'enorme nave spaccaghiaccio che sta cercando di rubare tutti i pesci della zona.